# Leichtathletik-Weltmeisterschaften 2009/Teilnehmer (Vereinigtes Königreich)
| Gelbes Symbol für Goldmedaillen mit stilisierten Olympischen Ringen | Graues Symbol für Silbermedaillen mit stilisierten Olympischen Ringen | Braundes Symbol für Bronzemedaillen mit stilisierten Olympischen Ringen |
| ------------------------------------------------------------------- | --------------------------------------------------------------------- | ----------------------------------------------------------------------- |
| 2                                                                   | 2                                                                     | 3                                                                       |

Der Leichtathletik-Verband des Vereinigten Königreichs stellte 54 Athleten bei den Leichtathletik-Weltmeisterschaften 2009 in Berlin.

## Ergebnisse

### Männer

#### Laufdisziplinen
| Athlet                                                                                         | Disziplin    | Vorlauf        | Vorlauf | Viertelfinale | Viertelfinale | Halbfinale         | Halbfinale         | Finale             | Finale             |
| Athlet                                                                                         | Disziplin    | Zeit           | Platz   | Zeit          | Platz         | Zeit               | Platz              | Zeit               | Platz              |
| ---------------------------------------------------------------------------------------------- | ------------ | -------------- | ------- | ------------- | ------------- | ------------------ | ------------------ | ------------------ | ------------------ |
| Dwain Chambers                                                                                 | 100 m        | 10,18 s        | 2       | 10,04 s SB    | 6             | 10,04 s SB         | 9                  | 10,00 s SB         | 6                  |
| Dwain Chambers                                                                                 | 200 m        | DNS            | DNS     | –             | –             | –                  | –                  | –                  | –                  |
| Tyrone Edgar                                                                                   | 100 m        | 10,42 s        | 40      | 10,12 s       | 10            | DSQ                | DSQ                | –                  | –                  |
| Simeon Williamson                                                                              | 100 m        | 10,34 s        | 22      | 10,23 s       | 21            | nicht qualifiziert | nicht qualifiziert | nicht qualifiziert | nicht qualifiziert |
| Marlon Devonish                                                                                | 200 m        | 20,92 s        | 26      | 20,66 s       | 15            | 20,62 s            | 12                 | nicht qualifiziert | nicht qualifiziert |
| Michael Bingham                                                                                | 400 m        | 45,54 s        | 12      |               |               | 44,74 s PB         | 4                  | 45,56 s            | 7                  |
| Martyn Rooney                                                                                  | 400 m        | 45,45 s        | 8       |               |               | 45,98 s            | 19                 | nicht qualifiziert | nicht qualifiziert |
| Robert Tobin                                                                                   | 400 m        | 45,50 s        | 9       |               |               | 45,90 s            | 18                 | nicht qualifiziert | nicht qualifiziert |
| Michael Rimmer                                                                                 | 800 m        | 1:48,20 min    | 31      |               |               | 1:46,77 min        | 16                 | nicht qualifiziert | nicht qualifiziert |
| Andrew Baddeley                                                                                | 1500 m       | 3:45,23 min    | 36      |               |               | 3:38,23 min        | 19                 | nicht qualifiziert | nicht qualifiziert |
| James Brewer                                                                                   | 1500 m       | 3:37,17 min PB | 3       |               |               | 3:37,27 min        | 13                 | nicht qualifiziert | nicht qualifiziert |
| Thomas Lancashire                                                                              | 1500 m       | 3:42,68 min    | 19      |               |               | nicht qualifiziert | nicht qualifiziert | nicht qualifiziert | nicht qualifiziert |
| Mo Farah                                                                                       | 5000 m       | 13:19,94 min   | 3       |               |               |                    |                    | 13:19,69 min       | 7                  |
| Gianni Frankis                                                                                 | 110 m Hürden | 13,83 s        | 36      |               |               | nicht qualifiziert | nicht qualifiziert | nicht qualifiziert | nicht qualifiziert |
| William Sharman                                                                                | 110 m Hürden | 13,52 s        | 6       |               |               | 13,38 s PB         | 6                  | 13,30 s PB         | 4                  |
| Andrew Turner                                                                                  | 110 m Hürden | 13,73 s        | 32      |               |               | nicht qualifiziert | nicht qualifiziert | nicht qualifiziert | nicht qualifiziert |
| David Greene                                                                                   | 400 m Hürden | 48,76 s        | 4       |               |               | 48,27 s PB         | 3                  | 48,68 s            | 7                  |
| Rhys Williams                                                                                  | 400 m Hürden | 49,88 s        | 22      |               |               | nicht qualifiziert | nicht qualifiziert | nicht qualifiziert | nicht qualifiziert |
| Simeon Williamson Tyrone Edgar Marlon Devonish Harry Aikines-Aryeetey                          | 4 × 100 m    | 38,11 s SB     | 1       |               |               |                    |                    | 38,02 s SB         | Bronze             |
| Conrad Williams Robert Tobin Martyn Rooney David Greene nur Vorlauf Michael Bingham nur Finale | 4 × 400 m    | 3:01,91 min    | 3       |               |               |                    |                    | 3:00,53 min SB     | Silber             |

#### Sprung/Wurf
| Athlet                | Disziplin      | Qualifikation | Qualifikation | Finale             | Finale             |
| Athlet                | Disziplin      | Weite/Höhe    | Platz         | Weite/Höhe         | Platz              |
| --------------------- | -------------- | ------------- | ------------- | ------------------ | ------------------ |
| Luke Cutts            | Stabhochsprung | 5,40 m        | 22            | nicht qualifiziert | nicht qualifiziert |
| Steven Lewis          | Stabhochsprung | 5,65 m        | 8             | 5,65 m             | 7                  |
| Greg Rutherford       | Weitsprung     | 8,30 m NR     | 2             | 8,17 m             | 5                  |
| Christopher Tomlinson | Weitsprung     | 8,06 m        | 9             | 8,06 m             | 8                  |
| Onochie Achike        | Dreisprung     | 16,94 m       | 13            | nicht qualifiziert | nicht qualifiziert |
| Nathan Douglas        | Dreisprung     | 17,00 m       | 10            | 16,79 m            | 10                 |
| Phillips Idowu        | Dreisprung     | 17,32 m       | 2             | 17,73 m WL         | Gold               |
| Carl Myerscough       | Kugelstoßen    | 20,17 m       | 9             | 18,42 m            | 10                 |
| Mervyn Luckwell       | Speerwurf      | 66,30 m       | 45            | nicht qualifiziert | nicht qualifiziert |

### Frauen

#### Laufdisziplinen
| Athletin                                                                                        | Disziplin        | Vorlauf        | Vorlauf | Halbfinale         | Halbfinale         | Finale             | Finale             |
| Athletin                                                                                        | Disziplin        | Zeit           | Platz   | Zeit               | Platz              | Zeit               | Platz              |
| ----------------------------------------------------------------------------------------------- | ---------------- | -------------- | ------- | ------------------ | ------------------ | ------------------ | ------------------ |
| Emily Freeman                                                                                   | 200 m            | 23,10 s        | 16      | 22,64 s PB         | 7                  | 22,98 s            | 7                  |
| Christine Ohuruogu                                                                              | 400 m            | 51,30 s        | 7       | 50,35 s SB         | 8                  | 50,21 s SB         | 5                  |
| Nicola Sanders                                                                                  | 400 m            | 51,64 s        | 13      | 50,45 s SB         | 9                  | nicht qualifiziert | nicht qualifiziert |
| Marilyn Okoro                                                                                   | 800 m            | 2:03,07 min    | 14      | 2:01,01 min        | 13                 | 2:00,31 min        | 8                  |
| Jenny Meadows                                                                                   | 800 m            | 2:02,47 min    | 6       | 1:59,45 min        | 4                  | 1:57,93 min PB     | Bronze             |
| Jemma Simpson                                                                                   | 800 m            | 2:03,33 min    | 17      | 2:00,57 min        | 10                 | nicht qualifiziert | nicht qualifiziert |
| Lisa Dobriskey                                                                                  | 1500 m           | 4:07,90 min    | 3       | 4:03,84 min        | 3                  | 4:03,75 min        | Silber             |
| Charlene Thomas                                                                                 | 1500 m           | 4:09,91 min    | 26      | nicht qualifiziert | nicht qualifiziert | nicht qualifiziert | nicht qualifiziert |
| Stephanie Twell                                                                                 | 1500 m           | 4:18,23 min    | 37      | nicht qualifiziert | nicht qualifiziert | nicht qualifiziert | nicht qualifiziert |
| Paula Radcliffe                                                                                 | Marathon         |                |         |                    |                    | DNS                | DNS                |
| Johanna Jackson                                                                                 | 20 km Gehen      |                |         |                    |                    | DSQ                | DSQ                |
| Sarah Claxton                                                                                   | 100 m Hürden     | 12,86 s        | 10      | 13,21 s            | 22                 | nicht qualifiziert | nicht qualifiziert |
| Jessica Ennis                                                                                   | 100 m Hürden     | DNS            | DNS     | –                  | –                  | –                  | –                  |
| Eilidh Child                                                                                    | 400 m Hürden     | 55,96 s        | 13      | 56,21 s            | 16                 | nicht qualifiziert | nicht qualifiziert |
| Perri Shakes-Drayton                                                                            | 400 m Hürden     | 56,49 s        | 19      | 57,57 s            | 22                 | nicht qualifiziert | nicht qualifiziert |
| Helen Clitheroe                                                                                 | 3000 m Hindernis | 9:41,71 min    | 25      |                    |                    | nicht qualifiziert | nicht qualifiziert |
| Laura Turner Montell Douglas Emily Freeman Emma Ania                                            | 4 × 100 m        | 43,34 s        | 8       |                    |                    | 43,16 s SB         | 6                  |
| Nicola Sanders Vicki Barr Lee McConnell Jenny Meadows nur Vorlauf Christine Ohuruogu nur Finale | 4 × 400 m        | 3:25,23 min SB | 4       |                    |                    | 3:25,16 min SB     | Bronze             |

#### Sprung/Wurf
| Athletin      | Disziplin      | Qualifikation | Qualifikation | Finale             | Finale             |
| Athletin      | Disziplin      | Weite/Höhe    | Platz         | Weite/Höhe         | Platz              |
| ------------- | -------------- | ------------- | ------------- | ------------------ | ------------------ |
| Kate Dennison | Stabhochsprung | 4,55 m        | 7             | 4,55 m             | 6                  |
| Zoe Derham    | Hammerwurf     | NMW           | NMW           | –                  | –                  |
| Goldie Sayers | Speerwurf      | 58,98 m       | 13            | nicht qualifiziert | nicht qualifiziert |

#### Siebenkampf
| Athletin      | Disziplin | 100 m Hürden | Hochsprung | Kugelstoßen | 200 m      | Weitsprung | Speerwurf | 800 m          | Punkte  | Platz |
| ------------- | --------- | ------------ | ---------- | ----------- | ---------- | ---------- | --------- | -------------- | ------- | ----- |
| Jessica Ennis | Ergebnis  | 12,93 s      | 1,92 m SB  | 14,14 m PB  | 23,25 s SB | 6,29 m     | 43,54 m   | 2:12,22 min    | 6731 WL | Gold  |
| Jessica Ennis | Punkte    | 1135         | 1132       | 803         | 1054       | 940        | 735       | 932            | 6731 WL | Gold  |
| Louise Hazel  | Ergebnis  | 13,60 s SB   | 1,71 m PB  | 11,62 m     | 24,19 s SB | 6,13 m     | 43,51 m   | 2:15,85 min PB | 6008    | 14    |
| Louise Hazel  | Punkte    | 1036         | 867        | 636         | 963        | 890        | 735       | 881            | 6008    | 14    |